# Anthony Dumartheray
Anthony Dumartheray (* 2. August 1988) ist ein Schweizer Badmintonspieler. 

## Karriere
Anthony Dumartheray gewann schon als Junior 2006 seinen ersten nationalen Titel im Mixed in der Schweiz. Acht weitere Titel folgten bis 2011. Drei Titel davon gewann er im Herrendoppel und fünf im Mixed. 2012 siegte er erstmals im Einzel bei den nationalen Titelkämpfen.

## Sportliche Erfolge
| Saison | Veranstaltung                          | Disziplin    | Platz | Name                                    |
| ------ | -------------------------------------- | ------------ | ----- | --------------------------------------- |
| 2006   | Schweizer Einzelmeisterschaften        | Mixed        | 1     | Anthony Dumartheray / Sabrina Jaquet    |
| 2007   | Schweizer Meisterschaften der Junioren | Herreneinzel | 1     | Anthony Dumartheray                     |
| 2007   | Schweizer Meisterschaften der Junioren | Herrendoppel | 1     | Anthony Dumartheray / Shane Razi        |
| 2007   | Schweizer Einzelmeisterschaften        | Mixed        | 1     | Anthony Dumartheray / Sabrina Jaquet    |
| 2008   | Schweizer Einzelmeisterschaften        | Mixed        | 1     | Anthony Dumartheray / Sabrina Jaquet    |
| 2009   | Schweizer Einzelmeisterschaften        | Mixed        | 1     | Anthony Dumartheray / Sabrina Jaquet    |
| 2009   | Schweizer Einzelmeisterschaften        | Herrendoppel | 1     | Christian Bösiger / Anthony Dumartheray |
| 2010   | Schweizer Einzelmeisterschaften        | Mixed        | 1     | Anthony Dumartheray / Sabrina Jaquet    |
| 2010   | Schweizer Einzelmeisterschaften        | Herrendoppel | 1     | Christian Bösiger / Anthony Dumartheray |
| 2011   | Schweizer Einzelmeisterschaften        | Mixed        | 1     | Anthony Dumartheray / Sabrina Jaquet    |
| 2011   | Schweizer Einzelmeisterschaften        | Herrendoppel | 1     | Christian Bösiger / Anthony Dumartheray |